# Casa Isaac Stern
La Casa Isaac Stern era una mansión en 858 Fifth Avenue en el barrio Upper East Side de Manhattan en la ciudad de Nueva York (Estados Unidos).

## Historia
La casa fue diseñada por la firma Schickel & Ditmars y fue construida para el empresario Isaac Stern. Fue uno de los fundadores de los grandes almacenes Stern Brothers y fue el padre de Robert B. Stearns, quien se convirtió en un financiero y cofundó Bear Stearns en 1923. Más tarde, la mansión pasó a ser propiedad del empresario Thomas Fortune Ryan. La casa fue demolida en 1949 para dar paso a un edificio de apartamentos.